# 1732 Heike

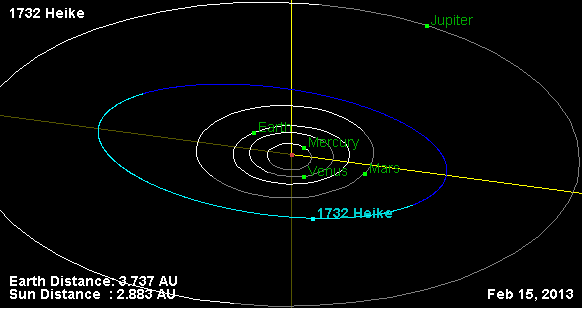

1732 Heike è un asteroide della fascia principale del diametro medio di circa 24,06 km. Scoperto nel 1943, presenta un'orbita caratterizzata da un semiasse maggiore pari a 3,0160892 UA e da un'eccentricità di 0,1122468, inclinata di 10,77868° rispetto all'eclittica.
L'asteroide è dedicato a Heike Neckel, nipote dell'astronomo tedesco Alfred Bohrmann.